# Gladiolus leptosiphon
Gladiolus leptosiphon är en irisväxtart som beskrevs av F.Bolus. Gladiolus leptosiphon ingår i släktet sabelliljor, och familjen irisväxter. Inga underarter finns listade i Catalogue of Life.